# نیکلاس گالیتزین
نیکلاس دیمیتری کنستانتین گالیتزین (انگلیسی: Nicholas Dimitri Constantine Galitzine؛ زادهٔ ۲۹ سپتامبر ۱۹۹۴) بازیگر بریتانیایی است. پس از حضور در قسمتی از مجموعه تلویزیونی افسانه‌ها در ۲۰۱۵، او نقش‌های اصلی فیلم‌های نوجوانانهٔ ۲۰۱۶، بسیار حساس و شیطان خوش‌تیپ، را داشت. او سپس نقش اصلی فیلم ترسناک حیله: میراث (۲۰۲۰) و فیلم موزیکال سیندرلا (۲۰۲۱) را بازی کرد و همچنین در موسیقی متن سیندرلا مشارکت داشت. گالیتزین بابت بازی در فیلم‌های عاشقانهٔ قلب‌های ارغوانی (۲۰۲۲) و قرمز، سفید و آبی سلطنتی (۲۰۲۳) و کمدی جنسی پایین (۲۰۲۳) نگاه عموم را به خود جلب کرد.

## زندگی شخصی
پدر گالیتزین، جفری گالیتزین، کارآفرینی از خانواده شاهزادگان روسی است که سرمایه‌دار شهری بود و علاقه‌هایش شامل تجارت بازیافت شیشه است. مادر او لورا یونانی-آمریکایی است.
گالیتزین در دوران کودکی خود فوتبال بازی می‌کرد و در مسابقات دو و میدانی در سطح شهرستان شرکت می‌کرد.
او اکنون در همرسمیت، لندن، انگلستان زندگی می‌کند.

## فیلم‌شناسی

### فیلم
| سال  | عنوان                   | نقش            | توضیحات |
| ---- | ----------------------- | -------------- | ------- |
| ۲۰۱۴ | ضربان زیر پای من        | تام            |         |
| ۲۰۱۶ | بسیار حساس              | جانی بلکول     |         |
| ۲۰۱۶ | شیطان خوش‌تیپ            | کانر مسترز     |         |
| ۲۰۱۷ | تعویض                   | سورنسن کارلایل |         |
| ۲۰۱۹ | اشتراک                  | A.J.           |         |
| ۲۰۲۰ | حیله: میراث             | تیمی           |         |
| ۲۰۲۱ | سیندرلا                 | شاهزاده رابرت  |         |
| ۲۰۲۲ | قلب‌های ارغوانی          | لوک مارو       |         |
| ۲۰۲۳ | پایین                   | جف             |         |
| ۲۰۲۳ | قرمز، سفید و آبی سلطنتی | شاهزاده هنری   |         |
| ۲۰۲۴ | ایده تو                 | هیز کمبل       |         |

### تلویزیون
| سال  | عنوان           | نقش           | توضیحات                   |
| ---- | --------------- | ------------- | ------------------------- |
| ۲۰۱۵ | افسانه‌ها        | انجلو         | قسمت: «افسانه ترنس گریوز» |
| ۲۰۱۷ | دیده‌بان در جنگل | مارک فلمینگ   | فیلم تلویزیونی            |
| ۲۰۱۹ | Chambers        | الیوت لوفور   | نقش اصلی؛ ۱۰ قسمت         |
| ۲۰۲۴ | مری و جرج       | جرج باکینگهام | نقش اصلی؛ ۷ قسمت          |